# 元昌寺
元昌寺（げんしょうじ）は、岐阜県多治見市根本町にある寺院。臨済宗妙心寺派（聖沢派）。号は高社山。本尊は聖観音菩薩。

## 歴史
根本城主であった若尾氏の菩提寺である。
開基は、森長可に仕えた若尾甚正元昌であり、開山は絶同であるとされる。
創建の時期は、永禄年間（1558年 - 1570年）あるいは天正12年（1584年）9月とされる。
滋賀県湖南市の妙感寺の末寺であったが、一時的に八百津町の正傳寺の末寺であったことがある。
「元昌禅寺記」には、無本寺の寺院は法度であるから、正傳寺を通じて大本山妙心寺の直末となった。と記されている。
それからおよそ百年後の猷峯の代に「文金五十両にて正傳寺の支配を離縁し、雲照山の正灯を招て法系存続す」と再び妙感寺の末寺となったことを「元昌禅寺記」は伝えている。

## 文化財等
境内には三基の宝篋印塔があり、多治見市の市指定文化財となっている。
これらは若尾氏の先祖の墓にあたると伝えられている。
三基の宝篋印塔のうち、一基には明徳4年（1393年）の銘が刻まれており、別の一基には応永21年(1414年) の銘が刻まれている。
また、如意輪観音像をはじめとする多くの石仏が境内には並んでおり、西国三十三所を模したものであるとされる。
これらの石仏は近隣などの職人の手によって江戸時代後期に作られたものであり、当時の住職の仁哉が記した「卅三所建立名目記」という史料によって、願主なども伝えられている。
なお、境内のツバキは多治見市の保存樹に指定されている。
寺院西方の城山には若尾氏の居城である根本城の城跡が存在する。

## 交通
- JR太多線根本駅から、徒歩およそ15分